# Borgo fortificato di Casalbordino
Il Borgo fortificato è sito a Casalbordino in provincia di Chieti.

## Storia

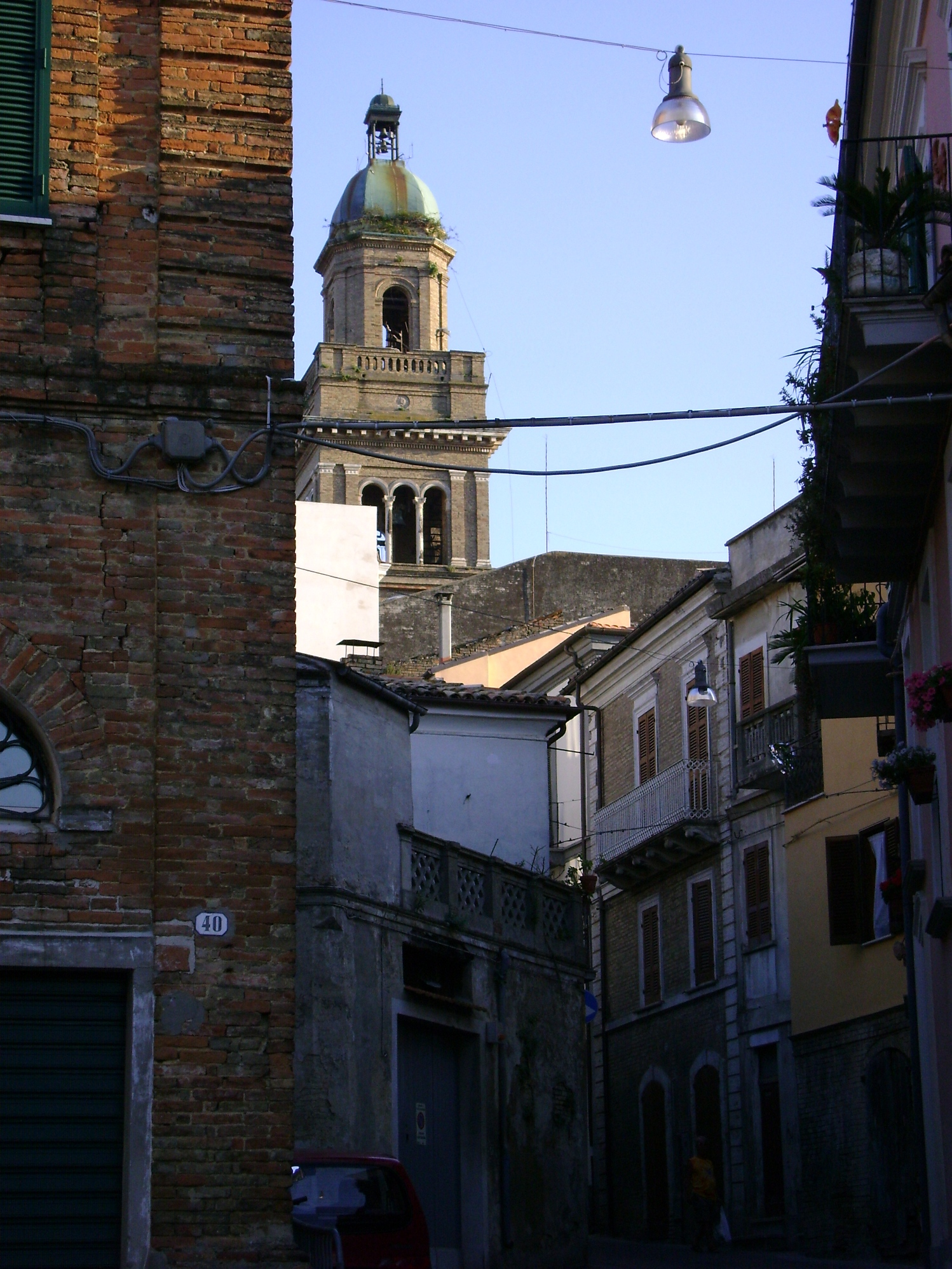
Campanile della chiesa di San Salvatore, visto da via Santa Maria

L'originale castrum quadrangolare con quattro torri anch'esse quadrangolari, forse normanne o sveve, risale a prima del tardo Duecento quando un'espansione verso sud inglobò un'ampia fascia ove vennero costruiti edifici lungo l'asse di Via Castello. Su questo Decumano vennero a sfociarsi i prolungamenti di Via Mattonata e Via Piazza di Sopra (oggi Via Marconi). In questo settore vennero aggiunte due torri cilindriche al termine del XIII secolo. Nel 1352 dovette difendere la città dai lancieri di Frà Moriale e, in seguito, nel 1566 difendere la città da Piyale Pascià. Nel XVI secolo vi fu la signoria dei D'Avalos, i quali, a metà Settecento erano arrivati a possedere 2840 ettari tra feudali e burgensatici (i cosiddetti privati) estendendo le loro imposizioni e controlli sia su boschi che su coltivazioni, sugli animali e sulle acque, sugli scambi ed impianti di trasformazione esigendo ogni tipo di tasse: decime, terratici, balzelli, ed altri tributi. Nel 1810 Alfonso d'Avalos espropriò l'Università per rifarsi delle sue passività. Attualmente del borgo fortificato resta solo il torrione a sud-est

## Descrizione
Le vie originali del vecchio assetto urbano sono via Mattonata e via del Forte, via Roma, via Orientale e via di Porta Nuova. Nel nucleo medievale vi sono tracce del castello da una superstite torre circolare, e palazzi del XV secolo. Tra essi vi sono il Palazzo De Januario (ex D'Avalos), Palazzo Galante, Palazzo Lanza e la Casa Senese.

### Chiesa Madre di San Salvatore

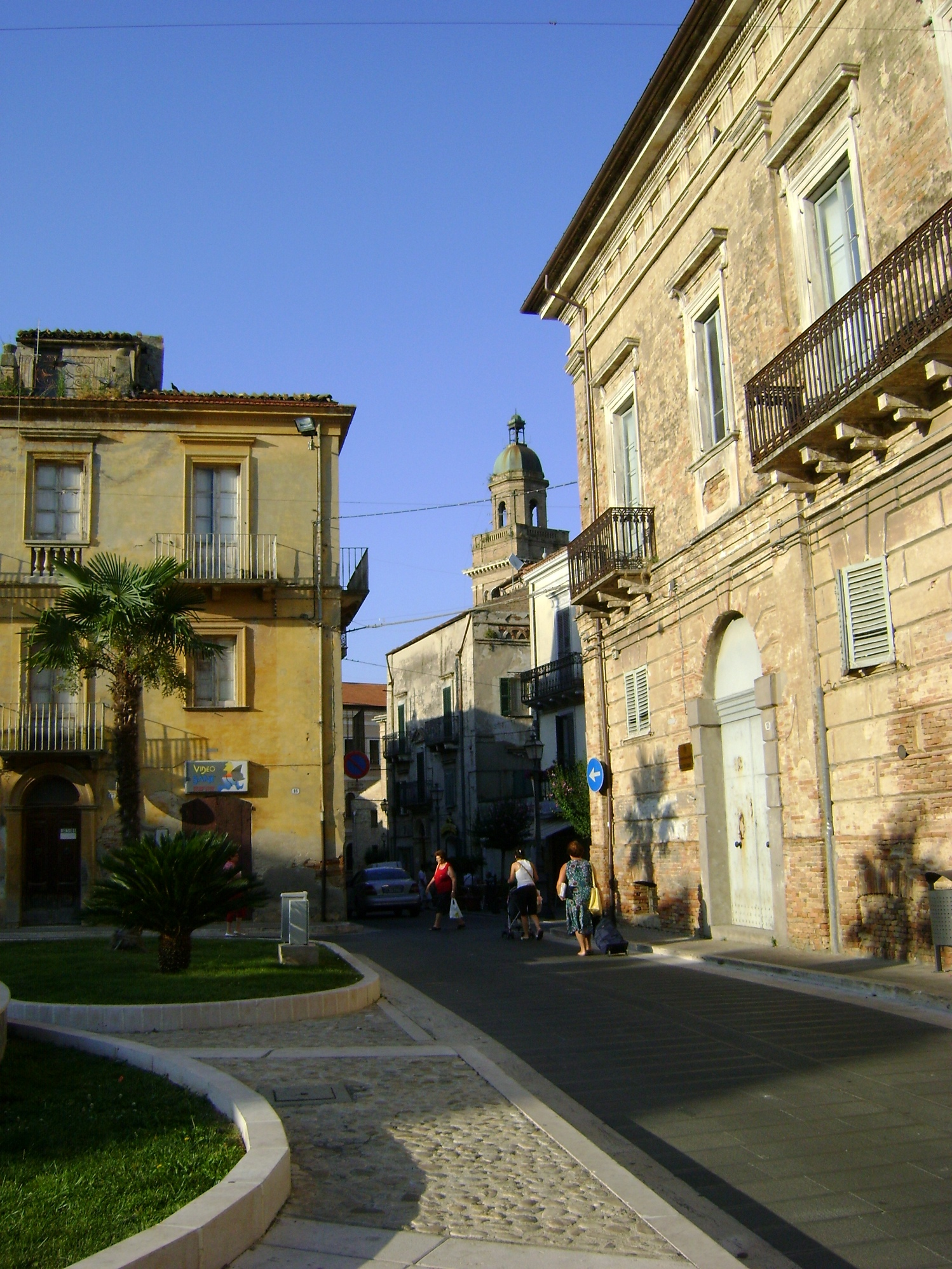
Piazza Garibaldi

La chiesa fu costruita nel XIV secolo e ristrutturata in epoca barocca. Si trova in piazza Umberto I ed è caratterizzata dalla robusta torre campanaria in stile liberty. La chiesa ha un impianto massiccio rettangolare con tre navate, la facciata neoclassica con mattoni a vista.

### Torre campanaria di San Salvatore
Fa parte della chiesa parrocchiale. Fu rimodellata nel 1901 da Antonino Liberi, rifacendo una torre campanaria già preesistente, che aveva trasformato un torrione di cinta. La torre è suddivisa in tre settori con arcate classiche e una piccola cupola sul tetto. La scansione in quattro livelli avviene per mezzo di cornici marcapiano, mentre ciascun lato è ripartito da due coppie di paraste ioniche, che inquadrano delle nicchie cieche a trifora, nei due settori di base, il settore centrale con gli orologi civici per lato ha la trifora semplice, mentre la trifora del settore della cella campanaria è ad archi a tutto sesto, fasciati in pietra bianca, anche se l'insieme dei quattro lati non è omogeneo, alcuni archi hanno solo l'apertura centrale per la campana, altri come il lato su Piazza Umberto I, hanno tutti e tre gli archi aperti. Oltrepassata la grande cornice marcapiano di questo settore con marcadavanzale, si ha un rialzo a balcone quadrato, al centro di cui troneggia la cupola poggiante su lanterna quadrangolare, con gli angoli smussati, decorata da paraste a capitelli compositi.

### Torrione cilindrico Porta nuova
Si trova nel tessuto urbano antico ed è collegato a due case, in via Porta Nuova. Risale al XV secolo. La muratura è a scarpa, si restringe dopo la cornice marcapiano andata scomparsa, e il tetto è in tegole di terracotta. Possiede varie finestre con balconcino ricavate dalle feritoie di guardia, la muratura è in ciottoli di fiume e pietra irregolare, non conciata.

### Palazzo Magnarapa
Risale a metà XIX secolo, progettato da Carlo Luigi Dau, accorpando tre case del Seicento. Si affaccia su piazza Garibaldi. Gli elementi che lo caratterizzano sono il prospetto principale, la Scala interna, la Torretta merlata. Il prospetto rinascimentale su piazza Garibaldi assume valenza anche nel tessuto urbano, ponendosi come elemento di cerniera tra il nucleo storico e l'abitato ottocentesco.

### Palazzo De Arcangelis
Il palazzo  è  accessibile da piazza IV Novembre. 
Fu sede della storica casa editrice "De Arcangelis" dal 1905 al 1946, fondata dall'imprenditore Nicola De Arcangelis, che fu sede nel 1931 anche del Grande Convegno Nazionale Abruzzese Molisano, i cui Atti furono pubblicati  in 3 tomi. Il proprietario Nicola realizzò il piano nobile superiore, usando l'architettura liberty semplice, ancora legata all'Ottocento. Gli interni del palazzo sono ingentiliti dalle festose decorazioni su volte e pareti, opera di Gaetano Paloscia pittore pugliese, amico di Francesco Paolo Michetti. Paloscia realizzò altre pitture private nei dintorni, come quelle del palazzo Jacobitti di Lanciano. 
La casa editrice pubblicò opere saggistiche di vari importanti abruzzesi, come Antonio De Nino, Giuseppe Celidonio, Cesare Rivera, Vincenzo Balzano, Giovanni Pansa.

### Palazzo Furii
Risale al XVIII-XIX secolo, inglobando una struttura preesistente, che affaccia su Largo Furii ora piazza Giovanni XXIII, e l'altra parte ottocentesca affaccia su via Mattonata. Il palazzo era di proprietà di Antonio Ferrante, il quale per mancanza di eredi, lo cedette alla domestica Teresa Furii di Teramo (1907-1989). Negli anni '60 il palazzo ospitò la scuola di avviamento professionale, per poi essere chiuso. Di recente è stato ristrutturato. 
Ha due corpi di fabbrica, quello antico di piazza Furii con jn elegante loggiato, ed è affiancato da una torre di guardia con tutto spiovente; l'altra parte tardo ottocentesca ha la muratura a vista con una balconata centrale retta da due colonne di ingresso. Gli interni sono abbellito da un androne con scalinata di accesso ai piani superiori. Il secondo piano ha il soffitto abbellito da pitture di gusto classico. 

### Casa Valori
Risale al tardo Ottocento, con l'esterno in mattoni faccia vista e intonaci azzurri. L'interno conserva delle volte a botte con un tondo raffigurante una scena di paesaggio marino e un putto con in mano una rosa.

### Altre case
Casa Galanteaffaccia su piazza Umberto I, risale al XIX secolo ed è di gusto neoclassico con mattoni a vista e ingresso inquadrato da colonne che reggono il balcone.
Casa De Januarioin via Mattonata; vi nacque il Tenente Augusto de Januario, ricordato da una targa, che si distinse nella Prima guerra mondiale, e successivamente si trasferì Orsogna.
Casa Zimarinoin Largo Roma, vi nacque il frate francrscano e celebre musicista padre Settimio Zimarino, che si trasferì nel convento di Lanciano e poi di Chieti. La casa fu abitata dal nipote Manfredo Zimarino fini a che non fu venduta. Una targa ricorda il padre Settimio.